# Димитрије Ц. Ђорђевић
Димитрије Ц. Ђорђевић (Пожаревац, 11. октобар 1861 — Београд, 25. фебруар 1941) био је један од првих војних телеграфиста.

## Биографија
Рођен 1861. у Пожаревцу, где му је отац Цветко био „руковатељ“ телеграфске штације (станице). Цветко је по мајци Ани Чолак-Антић унук војводе Чолак Анте. Његов брат је био лекар Селимир Ђорђевић, а сестра Катарина је мајка композиторке Љубице Марић.
У Српско-турском рату, 1877-78., учествовао као активни војни телеграфиста. После рата постављен је за телеграфисту у Нишу, а после је службовао у разним местима Србије. Био је и телеграфиста београдског Министарског телеграфа који се налазио при краљевском двору.
Учествовао је у Балканским ратовима и Првом светском рату 1912-18., као војни телеграфиста.
Бавио се писањем и његови текстови су објављивани у „Политици“ између два светска рата. Службени гласник је касније објавио књигу „Кроз стари Београд“ у којој су скупљени његови текстови. Књига је подељена на три поглавља: „У Београду по први пут“, „Београдски квартови, улице, здања и житељи у њима“ и „Београдски друштвени живот“.
Био је члан два музичка хора „Првог београдског певачког друштва“ и Певачког друштва „Станковић“. Био је и вежбач у фискултурном друштву сликара Стеве Тодоровића. Био је пријатељ Бранислава Нушића, Стевана Сремца, Милована Глишића и Чича Илије Станојевића. Димитрије је био и агент првог српског осигуравајућег друштва.
Умро је у Београду 1941.